# Toupaye de Nicobar
Tupaia nicobarica
Espèce
Synonymes
- Cladobates nicobaricus Zelebor, 1869[2]

Statut de conservation UICN

 EN B1ab(iii) : En danger
Le Toupaye de Nicobar (Tupaia nicobarica) est une espèce de mammifères scandentiens, de la famille des Tupaiidae. Elle est endémique des forêts tropicales humides des îles de Grande Nicobar et de Petite Nicobar dans les forêts pluviales des îles Nicobar. Elle est principalement arboricole, occupant la partie basse et intermédiaire de la canopée, bien qu'elle puisse également être observée sur le sol.

## Systématique
L'espèce Tupaia nicobarica a été initialement décrite en 1869 par le naturaliste autrichien Johann Zelebor (1815-1869) sous le protonyme de Cladobates nicobaricus.

## Liste des sous-espèces
Selon BioLib (14 décembre 2021) et Mammal Species of the World (version 3, 2005)  (14 décembre 2021)  :
- Tupaia nicobarica nicobarica (Zelebor, 1869)
- Tupaia nicobarica surda Miller, 1902